# Johann Halbmeyr
Johann Halbmeyr, auch Johann Halbmayer, war ein deutscher Kirchenlieddichter. Er lebte im 16./17. Jahrhundert. Gesichertes Wissen gibt es über sein Leben nicht; es heißt, er sei in Dornberg oder in Merckendorf geboren, wobei nicht bekannt ist, welche Orte genau gemeint sind. Außerdem habe er als Geistlicher in Vendersheim gewirkt. In dem aus Nürnberg stammenden Gesangbuch Geistlichen Psalmen, Hymnen, Liedern und Gebeten werden in der Ausgabe von 1607 drei, in der Ausgabe von 1618 allerdings vier Lieder Halbmeyr zugeschrieben. In einer weiteren Ausgabe des Gesangbuches von 1621 wird ihm aber keines dieser Lieder mehr zugeschrieben, vermutlich durch einen Druckfehler.
Halbmeyrs Lieder sind bis auf eins Bearbeitungen der Psalmen.

## Werke
- Abend-Reyen, beginnt mit Der Mai, der Mai bringt uns der Blümlein viel; ich trag’ ein frisch’ Gemüthe